# Saint-Jean-d’Aigues-Vives

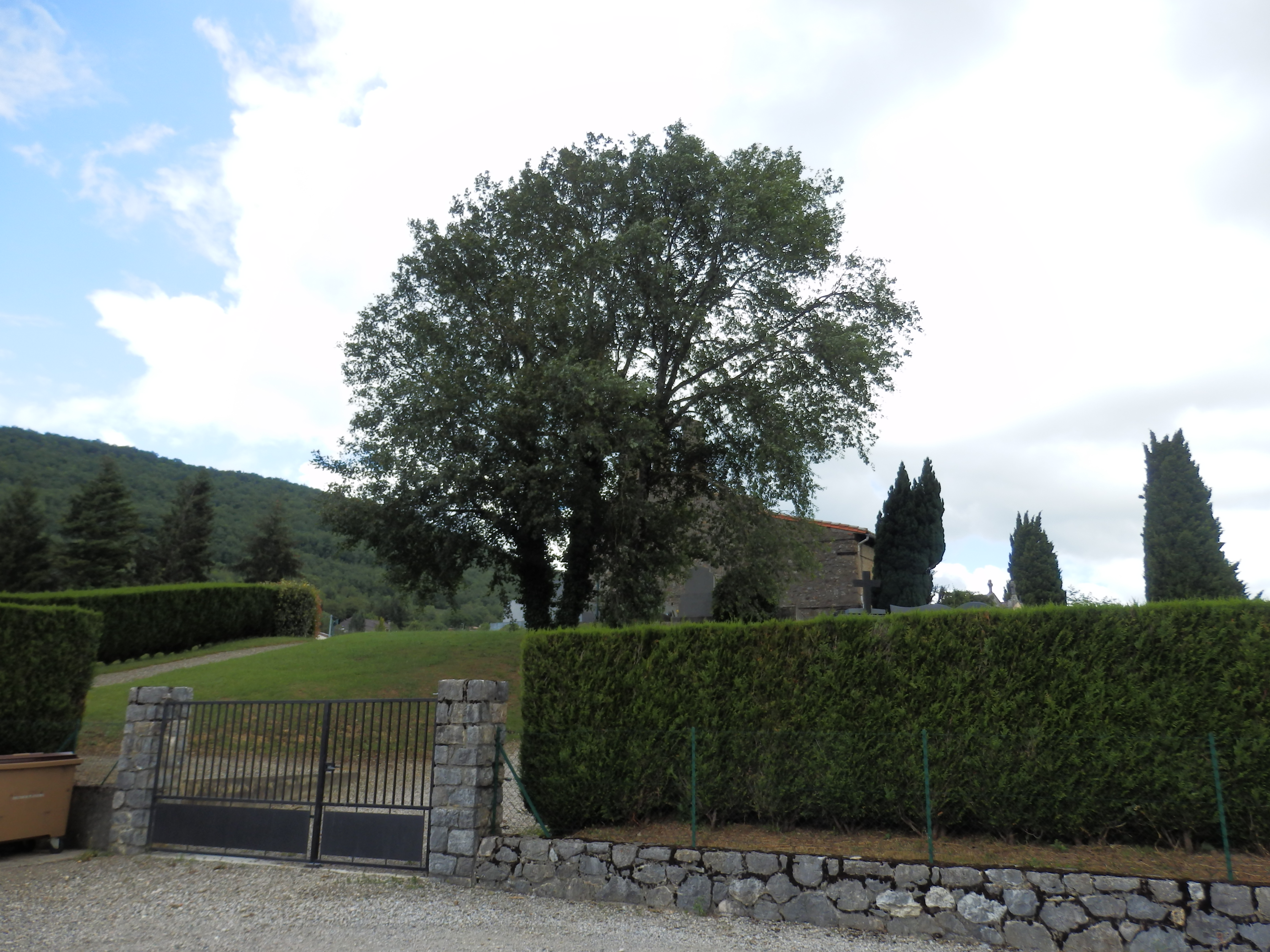
Kirche von Saint-Jean-d'Aigues-Vives

Saint-Jean-d’Aigues-Vives (okzitanisch Sant Joan d'Aigasvivas) ist eine französische Gemeinde mit 370 Einwohnern (Stand 1. Januar 2022) im Département Ariège in der Region Okzitanien. Sie gehört zum Kanton Pays d’Olmes und zum Arrondissement Pamiers.
Nachbargemeinden sind Dreuilhe im Norden, Lesparrou im Nordosten, L’Aiguillon im Osten, Bénaix im Süden und Lavelanet im Westen.

## Bevölkerungsentwicklung
| Jahr      | 1962 | 1968 | 1975 | 1982 | 1990 | 1999 | 2008 | 2015 |
| --------- | ---- | ---- | ---- | ---- | ---- | ---- | ---- | ---- |
| Einwohner | 79   | 102  | 171  | 393  | 477  | 430  | 404  | 394  |